# Đại chủng viện Thánh Quí
Đại chủng viện Thánh Quí (đặt theo tên của thánh tử đạo Phêrô Đoàn Công Quí) là một trong 6 đại chủng viện của Giáo hội Công giáo Rôma ở Việt Nam tọa lạc tại 87/1 Võ Tánh, phường Lê Bình, quận Cái Răng, thành phố Cần Thơ. Đại chủng viện này được thành lập vào năm 1988 theo quyết định số 342/QĐ.UBT.88 của Ủy ban nhân dân Tỉnh Hậu Giang nhằm đào tạo các ứng sinh linh mục cho 3 giáo phận vùng Đồng bằng sông Cửu Long là: Giáo phận Cần Thơ, Giáo phận Vĩnh Long và Giáo phận Long Xuyên. Giám đốc Đại chủng viện hiện nay là Linh mục Carôlô Hồ Bặc Xái .